# ヒューマン・オーディオ・スポンジ
ヒューマン・オーディオ・スポンジ（Human Audio Sponge）は、日本のバンド。
イエロー・マジック・オーケストラ（YMO）のメンバーである高橋幸宏・細野晴臣の「スケッチ・ショウ」と、坂本龍一の3人による音楽ユニットとしての名義である。
略称はHuman Audio Spongeの頭文字から取ったHAS（ハス）となる。
本項目では、HASの変名ユニットであるHASYMO（ハシモ）についても述べる。

## 概要

### YMO・HAS・HASYMO
スケッチ・ショウのアルバムに坂本が参加、また坂本のアルバムにスケッチ・ショウが参加するなど両者の交流が活発になっていた2003年後半、細野が主宰するレーベルであるdaisyworld discsのコンピレーション・アルバム『audio sponge 1』に、3人がユニットとして参加するにあたり新しく命名されたのがヒューマン・オーディオ・スポンジだった。この言葉はもともと、イギリスの音楽評論家・音楽家デヴィッド・トゥープの著書“EXOTICA”で使われた造語である。スケッチ・ショウがデビューする際に「Audio Sponge」というユニット名を使用する予定だったが、当時話題になっていたBSE問題のために使用を見送った経緯があった。後に、スケッチ・ショウのデビュー・アルバムのタイトルになった。
2007年3月にApple JapanウェブサイトのSpecial Interviewで坂本が「歳を重ねて気持ちが緩くなり、自分達でも境界線が分からなくなってきている」ので、「HASと書いてYMOと読んでくれ」（ただし「そう読みたい人は読んじゃっていいよ」と後に付け加えている）と発言。以後三人は、イエロー・マジック・オーケストラ, ヒューマン・オーディオ・スポンジに加え、HASとYMOを統合した新たな名義であるHASYMO（ハシモ）の名称を使い分けて活動を展開していくこととなる。ただし、名義によって音楽性を変化させることはしていない。基本的にスケッチ・ショウの延長線上にあるエレクトロニカを基盤としつつ、ドラムやエレキベース、トイピアノなど多様な楽器を使い、より生演奏を指向した音楽性を目指しつつあるのが彼らの現状である。

### 活動
2004年6月18日、次世代ミュージックとマルチメディア・アートの国際フェスティヴァル「Sonar Festival 2004」が、スペインのバルセロナにて開催された。これに参加する際、"Sketch Show+Ryuichi Sakamoto=Human Audio Sponge"の名義を使ったのが、ライヴ活動の始まりである。三人が一つのユニットとしてステージに立つのは1993年の東京ドームでの再生ライヴ以来、実に11年ぶりであった。この「Sonar 04」の衛星イベントとして、10月9日・10日、「sonarsound tokyo 2004」が恵比寿ガーデンプレイスにて開催され、参加した。演奏された曲目は、スケッチ・ショウの楽曲が中心であり、YMO時代の曲は「PURE JAM」と「Riot in Lagos」（坂本ソロ曲）が演奏された。
2007年5月19日にパシフィコ横浜で、開催されたチャリティ・コンサート「Smile Together Project Special Live 2007」では、従来演奏してきたスケッチ・ショウの楽曲に加え、2007年2月にYMOとしていち早く発表していた「RYDEEN 79/07」をはじめ、「以心電信」「ONGAKU/音楽」など新たに編曲されたYMOの過去楽曲も披露された。このライブでの曲目が、以降のライブ活動の基軸となってゆく。
同年8月22日、HASYMO名義で初のシングル「RESCUE」をリリース。カップリングは、YMO名義「RYDEEN 79/07」。細野が音楽監修を務めた映画「EX MACHINA -エクスマキナ-」にもHASYMOとして「METHOD」「WEATHER」の劇伴2曲を提供。
2008年6月、メンバーは、YMO名義で、欧州ツアーを行った。英国では、マッシヴ・アタックがキュレーターを務めた「メルトダウン・フェスティヴァル」に招聘され、6月15日にロンドンのロイヤル・フェスティバル・ホールで公演。また6月19日には、スペイン・ヒホン市のLaboral Ciudad de la Culturaでライヴを開催。今回のセットリストは、前年行われた横浜のライヴのものをほぼ踏襲しているが、スペインではロンドンで演奏された「SPORTSMEN」（細野ソロ曲）「FLY ME TO THE RIVER」（スケッチ・ショウ曲）が省略されており、各公演で若干曲順が異なる。2008年8月6日に発売された新曲「The City of Light / Tokyo Town Pages」もこの際に世界初披露されたが、特筆すべきはダライ・ラマ14世のヴィジュアル・メッセージと共に演奏された坂本のソロ曲「TIBETAN DANCE」であった。
同年8月10日には、高橋幸宏と信藤三雄が、キュレーターを務めた、東京・夢の島公園での屋外フェス「ワールド・ハピネス」にてトリを務め9曲を演奏。1万人の観客から喝采を浴びた。

## ライヴサポートメンバー
- 高野寛/ギター、ボーカル
- クリスチャン・フェネス/ギター、コンピュータプログラミング
- 権藤知彦/ユーフォニアム、コンピュータプログラミング
- 高田漣/ペダルスティールギターなど

## 作品

### シングル
- RESCUE(2007年8月22日) ※HASYMO名義
- The City of Light / Tokyo Town Pages(2008年8月6日) ※HASYMO名義

### ライブ・アルバム
- LONDONYMO -YELLOW MAGIC ORCHESTRA LIVE IN LONDON 15/6 08-(2008年12月10日)※YMO名義
- GIJÓNYMO -YELLOW MAGIC ORCHESTRA LIVE IN GIJÓN 19/6 08-(2008年12月10日)※YMO名義

### ボックス・セット
- EUYMO -YELLOW MAGIC ORCHESTRA LIVE IN LONDON+GIJON 2008-(2008年12月10日)※YMO名義

### DVD
- HAS/HAS Human Audio Sponge Live in Barcelona/Tokyo (2006年02月08日)
- HAS/YMO (2008年3月12日) ※HASYMO名義
- POSTYMO〜YELLOW MAGIC ORCHESTRA LIVE IN LONDON 2008+ (2009年8月26日)※YMO名義

### 参加作品
- audio sponge 1（2003年9月1日） ※Human Audio Sponge名義
- EX MACHINA ORIGINAL SOUNDTRACK（2007年10月17日） ※HASYMO名義
- TOKYO! ORIGINAL SOUNDTRACK（2008年8月6日） ※HASYMO名義
- Pieces of TOKYO! 〜映画『TOKYO!』サブテキストDVD〜 (2008年8月6日) ※HASYMO名義

### その他
- amadanaケータイ2 N-04A(amadana × docomo × NEC)(2009/1/23発売)

　※着信メロディ「good morninng,good night」・効果音提供